# Jan Adamski (szachista)
Jan Adamski (ur. 11 listopada 1943 w Warszawie) – polski szachista, mistrz międzynarodowy od 1976 roku.

## Kariera szachowa
W 1982 roku w Zielonej Górze zdobył tytuł indywidualnego mistrza Polski. Oprócz tego był pięciokrotnym wicemistrzem kraju (w latach 1968, 1969, 1970, 1975, 1985) oraz dwukrotnie (1973, 1974) zajmował III miejsca w finałowych turniejach (łącznie uczestniczył w 22 finałach indywidualnych mistrzostw Polski). Był dwukrotnym mistrzem Polski w szachach błyskawicznych (1975, 1983) i wielokrotnym drużynowym mistrzem kraju.
Wielokrotnie reprezentował Polskę w rozgrywkach drużynowych, m.in.: 
- sześciokrotnie na olimpiadach szachowych (w latach 1968, 1970, 1974, 1978, 1982, 1984)[1],
- na drużynowych mistrzostwach Europy (w roku 1973)[2],
- trzykrotnie na drużynowych mistrzostwach świata studentów (w latach 1962, 1963, 1964)[3],
- trzykrotnie na drużynowych mistrzostwach Armii Zaprzyjaźnionych (w latach 1968, 1969, 1970); trzykrotny medalista: wspólnie z drużyną: srebrny (1969) i dwukrotnie brązowy (1968, 1970)[4],
- na turnieju o Puchar Nordycki (Nordic Cup) (w roku 1983); medalista: wspólnie z drużyną – złoty (1983)[5].

Do największych sukcesów Jana Adamskiego w turniejach międzynarodowych należą m.in. dz. IV m. w mistrzostwach świata juniorów we Vrnjačkiej Banji (1963, za Florinem Gheorghiu, Michalem Janatą i Bojanem Kurajicą), dz. III m. w Hawanie (1967, za Vlastimilem Hortem i Jewgienijem Wasiukowem), dz. II m. w Hanowerze (1976, za Istvanem Csomem, wraz z Raymondem Keene) oraz dz. III m. w Warszawie (1983, za Josifem Dorfmanem i Ljubenem Spasowem, wraz ze Stefanem Kindermannem i Wolfgangiem Uhlmannem). Oprócz tego w roku 1976 zwyciężył w Poznaniu, w 1980 zajął II m. w Rzeszowie (za Aloisem Lančem), a w 1994 triumfował w otwartym turnieju w Krynicy.
Jest trenerem szachowym, szkoleniowcem o wieloletnim doświadczeniu, wychowawcą wielu znanych szachistów, między innymi arcymistrzyni Agnieszki Brustman i arcymistrza Mirosława Grabarczyka.
Najwyższy ranking w karierze osiągnął 1 stycznia 1977 r., z wynikiem 2470 punktów zajmował wówczas 2. miejsce (za Włodzimierzem Schmidtem) wśród polskich szachistów.

## Życie prywatne
Brat Jana Adamskiego, Andrzej, jest również znanym szachistą i posiada tytuł mistrza międzynarodowego.